# Antigas Officinas Casa Vanorden
As Antigas Officinas Casa Vanorden são um imóvel tombado pelo CONPRESP, que fazem parte dos grandes galpões do bairro da Mooca construídos no início do século XX durante o desenvolvimento industrial da cidade de São Paulo. Originalmente uma tipografia, hoje, parte das Antigas Officinas está abandonada e a outra foi transformada em um estacionamento de caminhões.

## Características

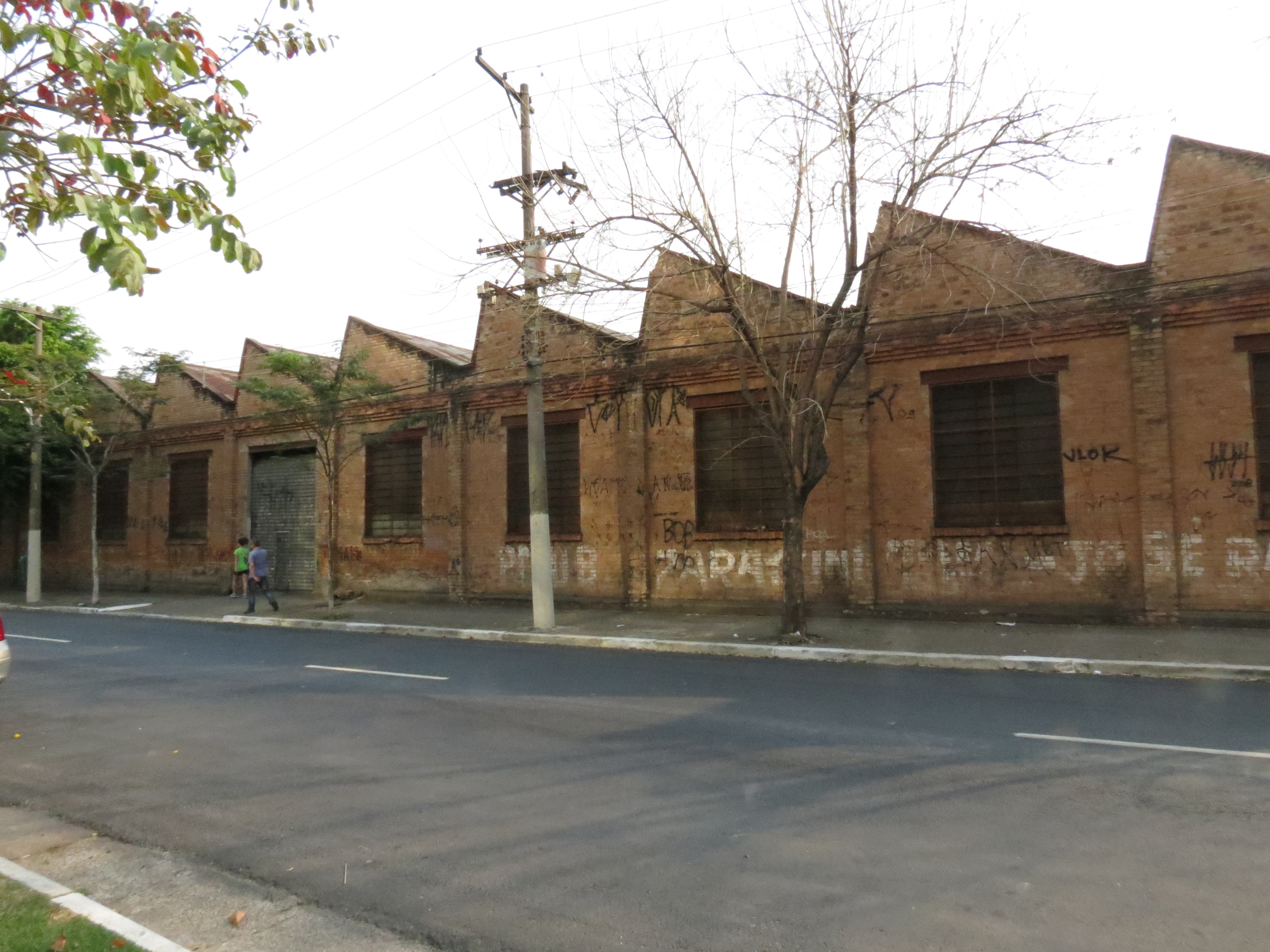
Galpões das Antigas Officinas Casa Vanorden, cuja arquitetura segue preservada até hoje

As Antigas Officinas Casa Vanorden estão localizadas no bairro da Mooca, próximas à Estação Mooca da CPTM. Originalmente uma tipografia, as Antigas Officinas são compostas por dezessete galpões modulares de alvenaria com tijolos aparentes, que fazem frente para a rua Borges de Figueiredo, e um escritório, que ocupa a esquina da Borges de Figueiredo com o número 1 da rua Monsenhor João Felippo. A estrutura arquitetônica das Antigas Officinas, característica do período em que foram construídas, está preservada até hoje, porém partes da construção foram pintadas pelo atual dono, Dumar Park Estacionamentos S/C Ltda.

## Histórico
As Antigas Officinas Casa Vanorden foram construídas em 1909 pela Sociedade Anônima Casa Vanorden, do empresário e conde Francisco Matarazzo, para acompanhar o desenvolvimento industrial acelerado pela criação da São Paulo Railway. Seu projeto arquitetônico foi desenvolvido pelo arquiteto Jorge Krug e de início era composto apenas pelos escritórios localizados na esquina da rua Borges Figueiredo com a rua Monsenhor João Felippo — já com dois andares — e dez galpões. O uso de tijolos cozidos nas paredes se deu pela resistência do material ao calor.
A construção era uma tipografia, fornecedora das principais repartições estaduais, municipais e federais, e das estradas de ferro em São Paulo.

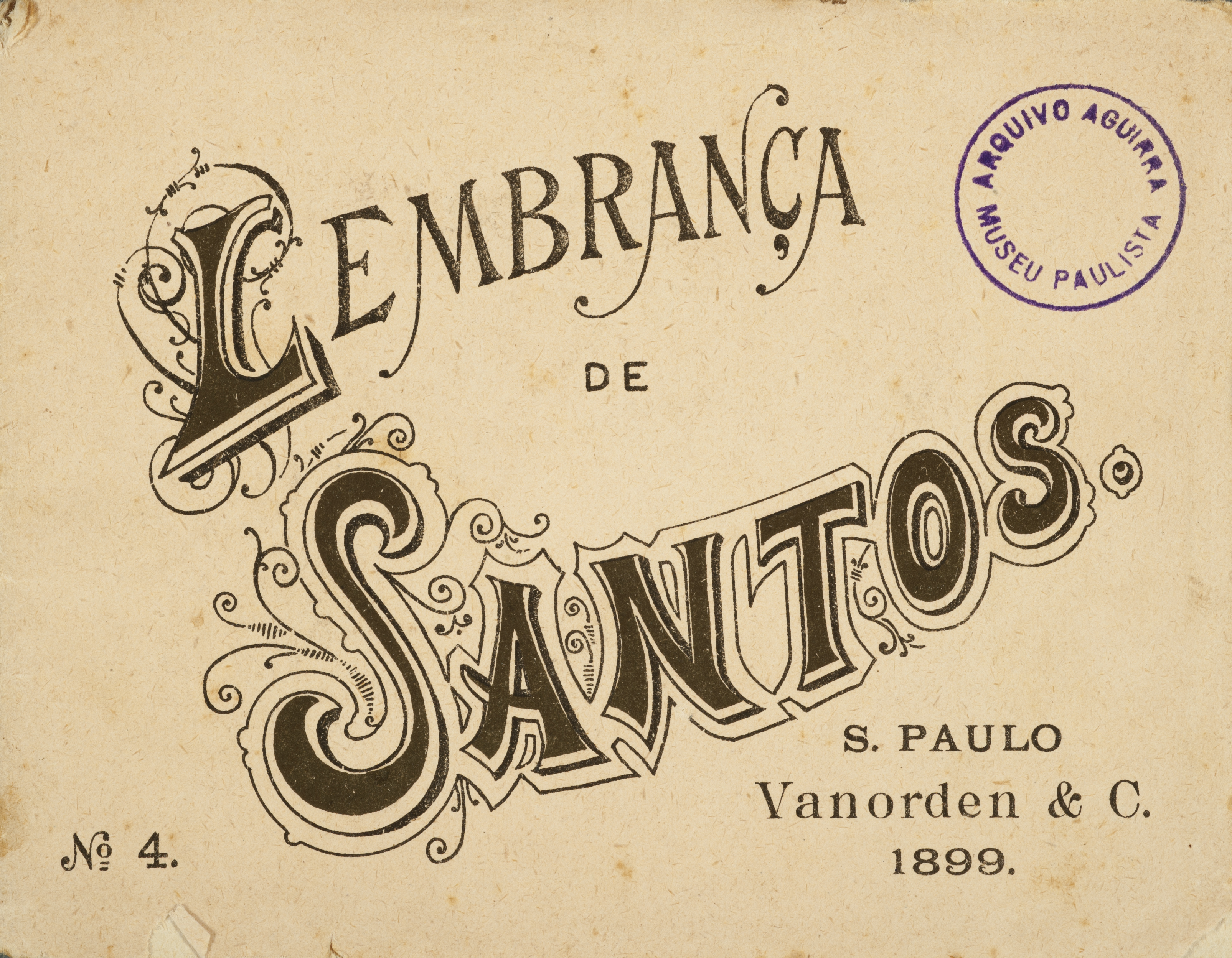
Impresso de 1899

A primeira reforma aos edifícios ocorreu em 1911, quando ganhou mais sete galpões, que passaram a ocupar um total de 90 metros, e teve a parte dos escritórios ampliada. O tamanho do imóvel da esquina acabou triplicando: dos 4,5 metros de largura por 20 metros de profundidade, passou a ter 13,5 metros de largura por 20 metros de profundidade.
Não se sabe com precisão a data em que a Casa Vanorden foi desativada como topografia. No entanto, na região, as fábricas e oficinas em geral começaram a ser desativadas por volta da década de 1950.

As Antigas Officinas chegaram a ser propriedade da RFFSA (Rede Ferroviária Federal Sociedade Anônima), funcionando como uma gráfica e à qual pertenciam quando teve início o processo de tombamento, em 2007 — apesar de estarem em vias de liquidação na época. 

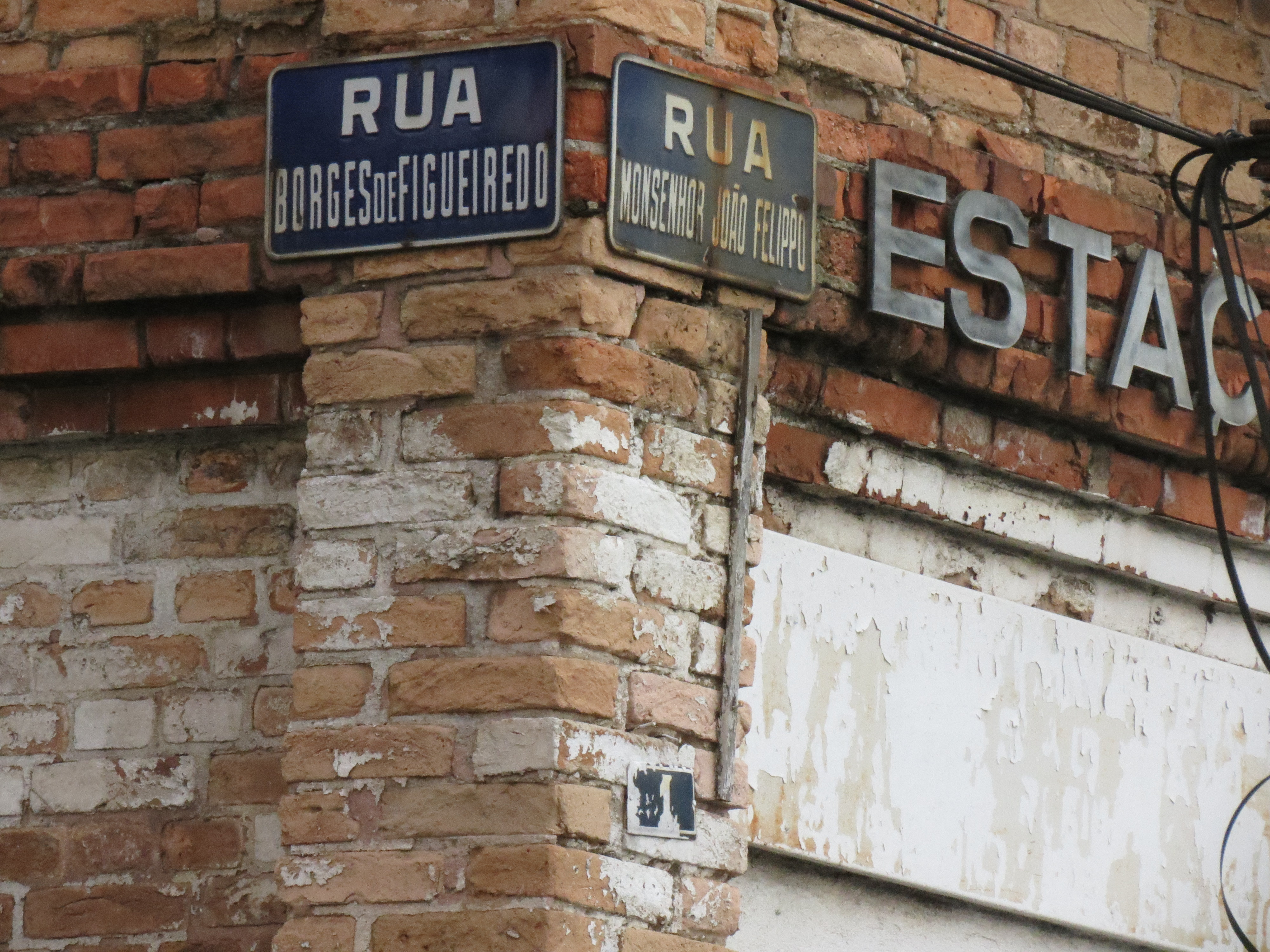
Letreiro indicando estação da Mooca e placas com os nomes das ruas onde se encontram as Antigas Officinas

## Tombamento
A decisão de tombamento das Antigas Officinas Casa Vanorden foi tomada pelo CONPRESP (Conselho Municipal de Preservação do Patrimônio Histórico, Cultural e Ambiental da Cidade de São Paulo) para preservar e recuperar, junto com outros sete galpões da Mooca — como o Antigo Moinho S/A — a importância histórica da antiga linha ferroviária São Paulo Railway e as instalações que marcam o processo de industrialização da cidade e formação do bairro da Mooca.
Na resolução de tombamento da construção, o CONPRESP justificou que as antigas fábricas são um registro das transformações geradas pela industrialização e testemunhos da arquitetura e processos produtivos de uma época. Possuindo, portanto, valor para a memória social da capital paulista.
O documento da Prefeitura determinou a preservação integral dos dezessete galpões, o que inclui suas paredes externas de alvenaria com tijolos expostos e vidraças, junto com o antigo escritório que se encontra na esquina da rua Borges Figueiredo com a Monsenhor João Felippo.
Além disso, a resolução de 2007 também determinou que fossem tombados os instrumentos que restaram da época em que a Casa Vanorden funcionava como uma tipografia. Isto é, estruturas, tesouras, alvenarias, coberturas, envasaduras e caixilhos.
O tombamento dos sete galpões, entre os quais estava a Casa Vanorden foi recebido "sob protesto", como informou uma reportagem do Estado de S.Paulo datada de julho de 2007.
Os protestos ocorreram por parte de algumas construtoras, pois a decisão do CONPRESP limitava a altura de novas construções vizinhas aos galpões a 25 metros, e as nas quadras ao lado a 30 metros.
Também foi estipulado que construtoras não poderiam mais remembrar lotes na região, ou seja, não poderiam comprar diversos terrenos para depois uni-los em um único para fazer condomínios, por exemplo.
Atualmente, a parte dos escritórios das Antigas Officinas é propriedade de Dumar Park Estacionamentos S/C Ltda que a utiliza como um estacionamento de caminhões e, para isso, pintou a parte interior e a exterior do edifício. O que não pertence à Dumar Park, ou seja, os galpões, estão aparentemente abandonados. As vidraças estão quebradas, porém a arquitetura e as paredes dos galpões seguem preservadas.

## Galeria

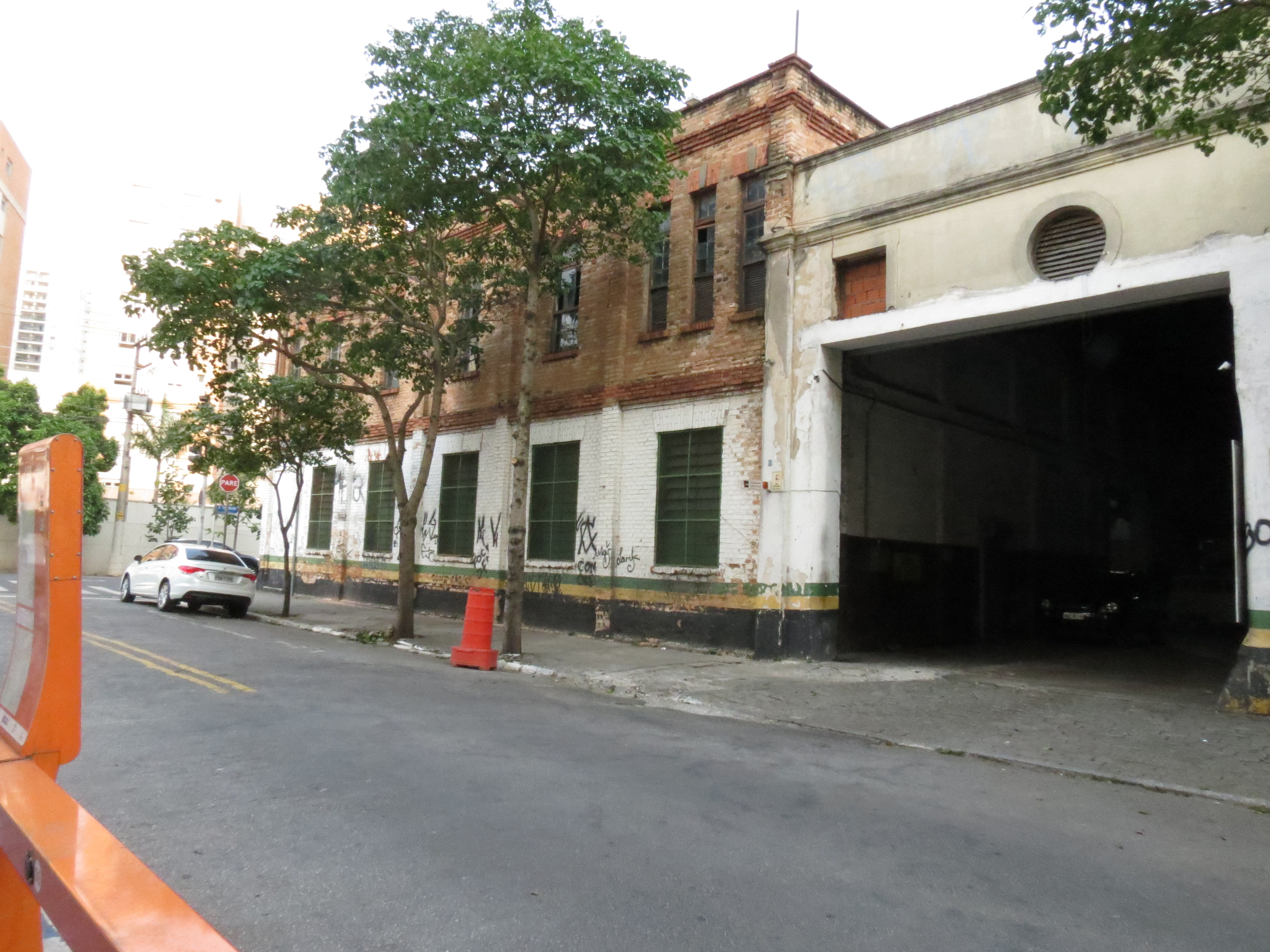
Estacionamento de caminhões que ocupa a área que pertencia aos escritórios da Casa Vanorden.
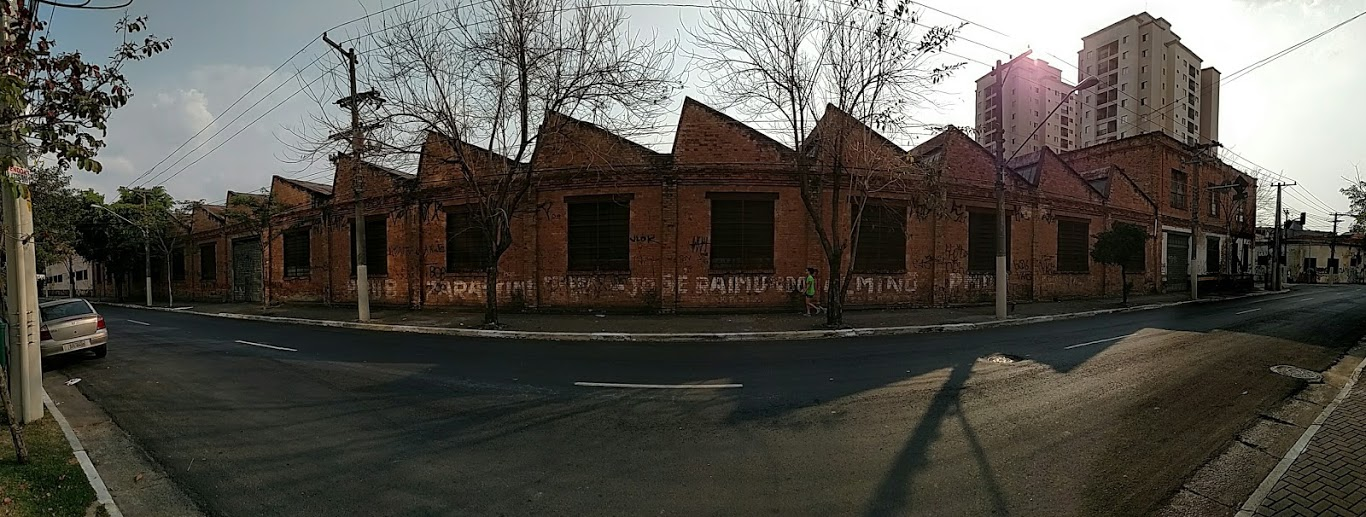
Vista panorâmica da Casa Vanorden, galpões e escritório na rua Borges de Figueiredo
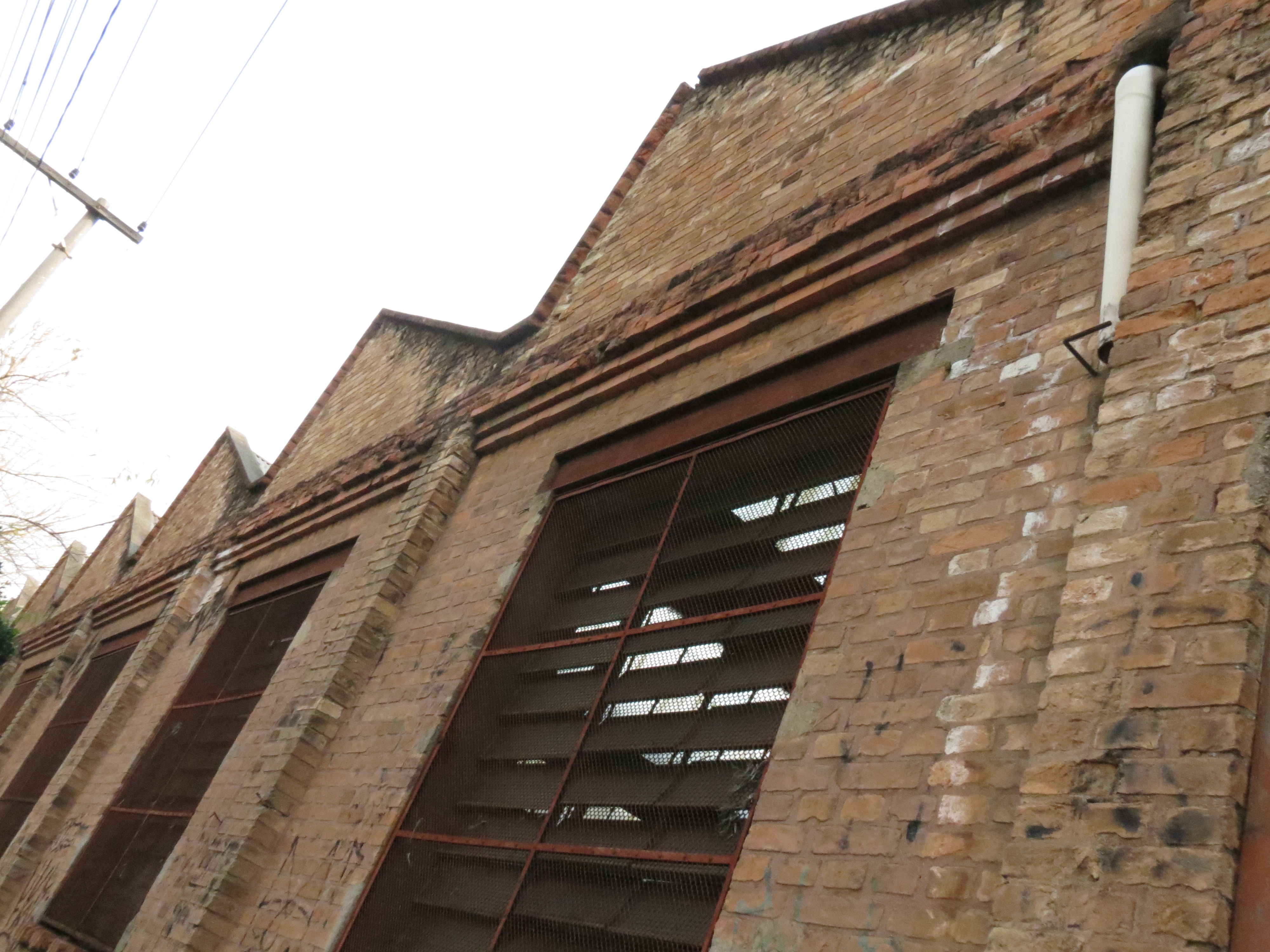
Detalhe da arquitetura de um dos galpões com tijolos expostos
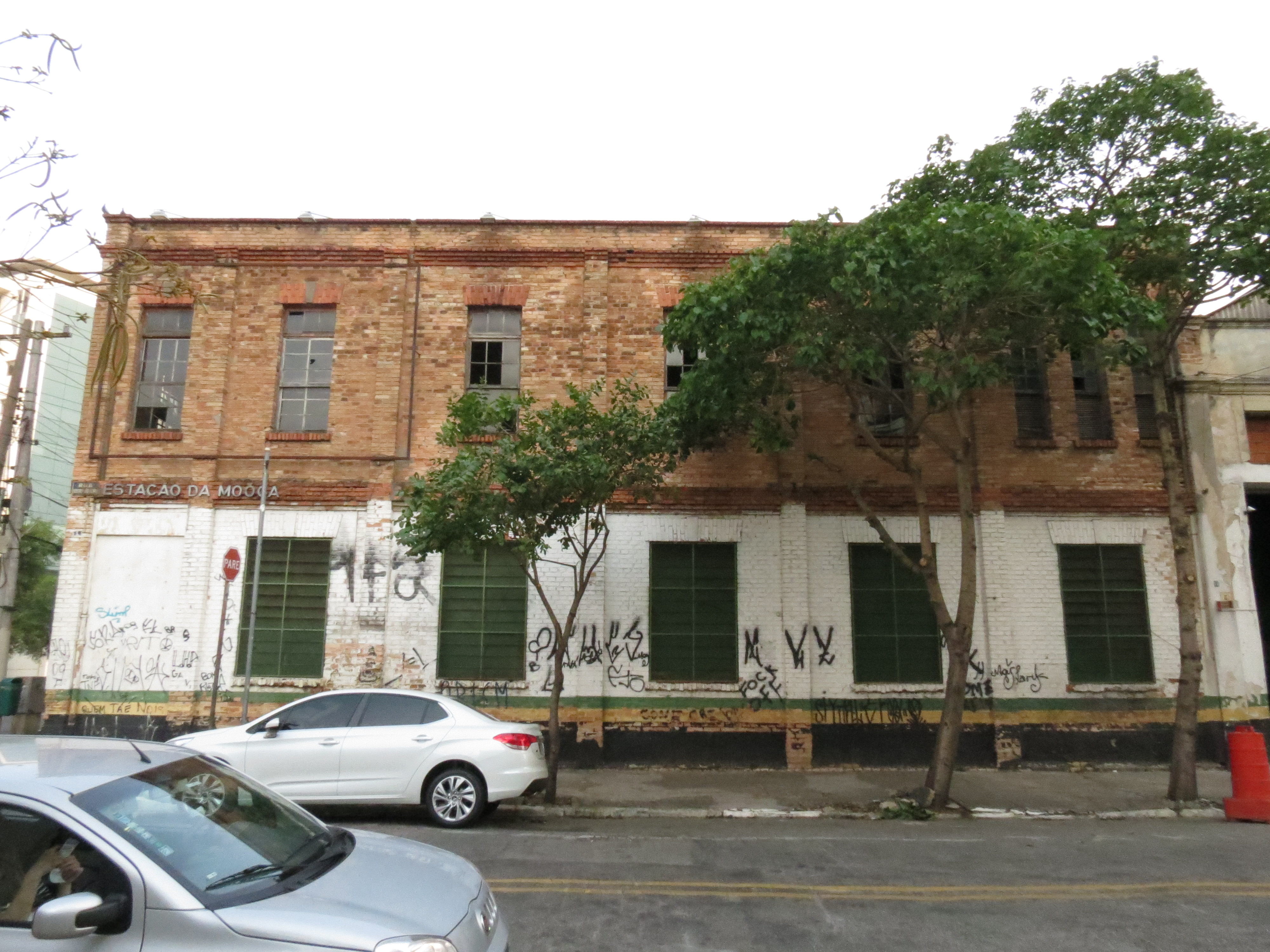
Lateral dos escritórios das Antigas Officinas a partir da rua Monsenhor João Felippo
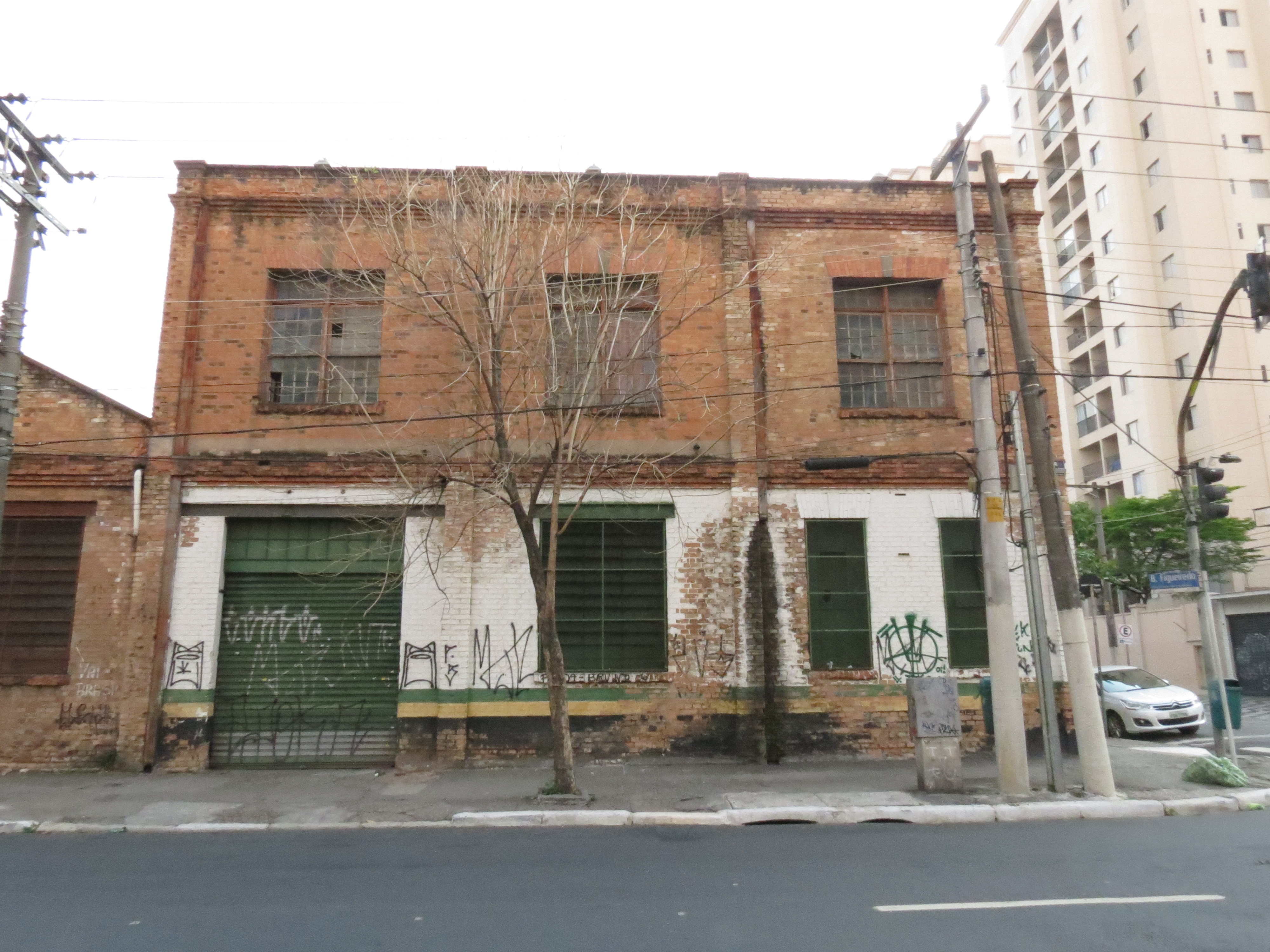
Lateral dos escritórios das Antigas Officinas a partir da rua Borges de Figueiredo